# آلفونس مازراس

آلفونس مازراس (به کاتالان: Alfons Maseras i Galtés) (زاده ۲۳ فوریه ۱۸۸۴ استان تاراگونا , کاتالونیا - درگذشته ۲۷ اکتبر ۱۹۳۹ تولوز , لانگیدوک) از نویسندگان برجسته اسپانیولی در آغاز قرن کنونی است. 

## زندگینامه
وی به سال ۱۸۸۴ در «کاتالونیا» متولد شد. از چهارده سالگی به سرودن اشعار و نوشتن داستان‌های کوتاه و مقالات انتقادی و ادبی پرداخت، که همه در روزنامه‌های محلی کانالونیا به چاپ رسید. در نوزده سالگی پس از اتمام تحصیلات خود به پاریس رفت و دو سال در آنجا ماند سپس به بارسلون رفت و سردبیر یک روزنامه مهم یومیه شد.
اندکی بعد دست از روزنامه‌نویسی برداشت و صرفاً به ادبیات پرداخت. مجموعه اشعار او به نام «دلیریوم» با موفقیت مواجه شد، ولی موفقیت اصلی وی مربوط به انتشار رمان معروف «ادمون» بود که آن را آغاز تحولی در داستان‌نویسی اسپانیا دانستند. در سال ۱۹۰۹  رمان دیگر او به نام «تازه پسر» شهرتی فراوان یافت و او را در ردیف بزرگترین نویسندگان اسپانیا قرار داد. از میان آثار او می‌توان پایان یک ماجرای عشقی، گفتار و کردار استاد مارتی را نام برد.

از آثار وی را به شرح ذیل می‌توان ذکر کرد:
- اشعار "دلیریوم" (۱۹۰۷)
- رمان "ادمون" (۱۹۰۹)
- "تازه پسر"
- "پایان یک ماجرای عشقی" (۱۹۰۸)
- "گفتار و کردار استاد مارتی"

## منبع
- http://www.enciclopedia.cat/enciclop%C3%A8dies/gran-enciclop%C3%A8dia-catalana/EC-GEC-0041045.xml#.UZ7rALW1GXA
- http://ca.wikipedia.org/wiki/Alfons_Maseras_i_Galt%C3%A9s
- http://www.escriptors.cat/autors/maserasa/
- http://www.civtat.cat/maseras_alfons.html
- http://www.escriptors.cat/autors/maserasa/pagina.php?id_sec=3588

- غلامرضا طباطبائی مجد (زمستان ۱۳۷۴)، «جلد اول»، دائره المعارف مصور، تهران: انتشارات زرین